# Mofo gasy
 (février 2025).
Le mofo gasy [ˌmu.fu ˈɡasʲ], littéralement «pain malgache», est une spécialité culinaire traditionnelle de Madagascar originaire des hauts plateaux  de l’ile. L'origine du nom "mofo gasy" vient de la combinaison des mots "mofo" qui signifie pain et "gasy" qui vient de malgache. Il s'agit d'un pain ou gâteau léger, préparé à base de farine de riz blanc, de sucre, de levain traditionnel et cuit dans des moules en fonte. Consommé principalement au petit-déjeuner ou en collation, il est souvent accompagné de café malgache ou de thé. Le mofo gasy se vend un peu partout dans toute l’île dans chaque rue à 200 ariary.

## Histoire
Le mofo gasy trouve son origine dans les influences culinaires asiatiques et africaines qui ont marqué Madagascar,. Traditionnellement vendu par les marchands de rue, il est devenu un aliment incontournable du quotidien malgache,. Sa préparation artisanale a été transmise de génération en génération, bien que des variantes modernes aient émergé avec l'ajout d'ingrédients comme la vanille ou la noix de coco.

## Mofo gasy et le Mokary
Le mofo gasy est souvent confondu avec le mokary , un autre spécialité malgache à base de farine de riz. La principale différence réside dans leur méthode de cuisson :
- Le mofo gasy est généralement cuit à la vapeur dans des moules en fonte.
- Le mokary, quant à lui, est plus épais et peut être cuit sur une poêle, donnant une texture légèrement différente.

## Recette

### Ingrédients
- 250 g de farine de riz
- 50 g de sucre
- 1 cuillère à café[9] de levure boulangère
- 250 ml d'eau tiède
- 1 pincée de sel
- Un peu d'huile pour la cuisson

### Préparation
Le mofo gasy,,  est préparé à partir d’un mélange de farine de riz, de sucre et de sel, auquel on ajoute de la levure boulangère dissoute dans de l’eau tiède. Cette pâte est ensuite laissée à fermenter pendant plusieurs heures afin de développer une texture légère et aérée. Une fois prête, elle est versée en petites quantités dans des moules en fonte préalablement chauffés et légèrement huilés. La cuisson se fait à feu doux, permettant au mofo gasy d’acquérir une belle couleur dorée tout en restant moelleux à l’intérieur. Traditionnellement consommé au petit-déjeuner ou en collation, il est souvent accompagné de café noir, de thé ou de lait concentré sucré, apportant une touche gourmande à cette spécialité malgache.

## Sources
- CAPR TSINJOEZAKA CFR, Inona no masaka?, éd. Ambozontany, 2003, 295 p.
- Hubert Deschamps, Histoire générale de l'Afrique noire, de Madagascar et des archipels, PUF, 1970, 154 p.
- Régis Rajemisa Raolison, Rakibolana malagasy, éd. Ambozontany, Madagascar, 2003, 1061p.
- Honest Cooking
- TasteAtlas
- Africa cuisine
- Histoire générale de l'Afrique noire, de Madagascar et des archipels, PUF, 1970, 154 p. :
- Recette malgache